# Tastrup
Tastrup (in danese Tostrup) è una frazione (Ortsteil) del comune tedesco di Hürup, situato nel circondario di Schleswig-Flensburgo, nel land dello Schleswig-Holstein.
Fino al 31 dicembre 2022 Tastrup era un comune autonomo.